# 斯基·雷迪
内拉库尔蒂·斯基·雷迪（英語：Nelakurthi Siki Reddy，1993年8月18日—），印度女子羽毛球運動員，專長雙打項目。

## 簡歷
2013年8月，斯基·雷迪參加中國廣州舉行的世界羽毛球錦標賽，與阿帕娜·巴兰出戰女子雙打項目，在首圈以0比2（15-21、17-21）不敵英格蘭的劳伦·史密斯/加布里·怀特出局。
2015年8月，斯基·雷迪參加印尼雅加達舉行的世界羽毛球錦標賽，與塔伦·科纳合作出戰混合雙打項目，首圈就以0比2（13-21、17-21）不敵中華台北的廖敏竣/陳曉歡出局。

### 2017年世锦赛
2017年8月， 斯基·雷迪參加苏格兰格拉斯哥舉行的世界羽毛球錦標賽，她分别与阿什维尼·蓬纳帕和普拉纳·杰里·乔普拉出戰女子双打項目以及混合双打項目。她與阿什维尼·蓬纳帕在首圈以2比0 （21-15、21-13）轻取跨国组合的里琳·阿米莉亚/張清玉。在第二圈中，拼搏三局以1比2 （22-24、21-17、15-21）不敌赛会2號種子丹麦头号组合的卡米拉·吕特·尤尔/克里斯汀娜·彼德森，32強止步。
而混双方面，她與普拉纳·杰里·乔普拉以15號種子身分出戰，故在首圈輪空；在第二圈中，以2比0 （21-12、21-19）淘汰了跨国组合的约根德兰·克里希南/普拉加克塔·沙旺特。但在第三圈中，面对赛会7號種子印尼的普拉文·乔丹/戴比·苏珊托，双方展开三局大战以1-2 （22-20、18-21、18-21）惜败于对手，16強止步。

## 主要比賽成績
只列出曾進入準決賽的國際賽事成績：
| 年份   | 賽事                         | 公開賽級別 | 項目     | 拍檔               | 成績   |
| ------ | ---------------------------- | ---------- | -------- | ------------------ | ------ |
| 2009年 | 樂魚羽毛球國際系列賽         | 國際系列賽 | 女子雙打 | P·C·图拉西         | 亞軍   |
| 2012年 | 馬爾代夫羽毛球國際挑戰賽     | 國際挑戰賽 | 女子雙打 | 阿帕娜·巴兰        | 準決賽 |
| 2012年 | 印度羽毛球國際挑戰賽         | 國際挑戰賽 | 女子雙打 | 阿帕娜·巴兰        | 亞軍   |
| 2013年 | 巴林羽毛球國際挑戰賽         | 國際挑戰賽 | 女子雙打 | 普拉迪亚·加德雷    | 冠軍   |
| 2013年 | 巴林羽毛球國際挑戰賽         | 國際挑戰賽 | 混合雙打 | 瓦利亚维蒂尔·迪柱  | 亞軍   |
| 2013年 | 印度羽毛球國際挑戰賽         | 國際挑戰賽 | 女子雙打 | 普拉迪亚·加德雷    | 冠軍   |
| 2014年 | 優霸盃                       | 其他       | 女子團體 | －                 | 季軍   |
| 2014年 | 斯里蘭卡羽毛球國際賽         | 國際挑戰賽 | 女子雙打 | 普拉迪亚·加德雷    | 亞軍   |
| 2014年 | 亞洲運動會羽毛球比賽         | 其他       | 女子團體 | －                 | 銅牌   |
| 2014年 | 巴林羽毛球國際挑戰賽         | 國際挑戰賽 | 女子雙打 | 普拉迪亚·加德雷    | 準決賽 |
| 2014年 | 孟加拉羽毛球國際挑戰賽       | 國際挑戰賽 | 女子雙打 | 普拉迪亚·加德雷    | 冠軍   |
| 2014年 | 印度羽毛球國際挑戰賽         | 國際挑戰賽 | 混合雙打 | 马奴·阿特里        | 冠軍   |
| 2015年 | 烏干達羽毛球國際賽           | 國際系列賽 | 女子雙打 | 普尔维莎·拉姆      | 冠軍   |
| 2015年 | 烏干達羽毛球國際賽           | 國際系列賽 | 混合雙打 | 塔伦·科纳          | 冠軍   |
| 2015年 | 羅馬尼亞羽毛球國際賽         | 國際系列賽 | 混合雙打 | 塔伦·科纳          | 冠軍   |
| 2015年 | 波蘭羽毛球公開賽             | 國際挑戰賽 | 女子雙打 | 普拉迪亚·加德雷    | 冠軍   |
| 2015年 | 斯里蘭卡羽毛球國際挑戰賽     | 國際挑戰賽 | 女子雙打 | 普拉迪亚·加德雷    | 亞軍   |
| 2015年 | 拉各斯羽毛球國際挑戰賽       | 國際挑戰賽 | 女子雙打 | 普拉迪亚·加德雷    | 冠軍   |
| 2015年 | 拉各斯羽毛球國際挑戰賽       | 國際挑戰賽 | 混合雙打 | 塔伦·科纳          | 亞軍   |
| 2015年 | 哈爾科夫羽毛球國際賽         | 國際挑戰賽 | 混合雙打 | 塔伦·科纳          | 準決賽 |
| 2015年 | 保加利亞羽毛球國際賽         | 國際挑戰賽 | 混合雙打 | 塔伦·科纳          | 準決賽 |
| 2015年 | 巴林羽毛球國際挑戰賽         | 國際挑戰賽 | 女子雙打 | 玛内沙·库卡帕利    | 準決賽 |
| 2015年 | 印度羽毛球國際挑戰賽         | 國際挑戰賽 | 女子雙打 | 玛内沙·库卡帕利    | 亞軍   |
| 2015年 | 印度羽毛球國際挑戰賽         | 國際挑戰賽 | 混合雙打 | 普拉纳·杰里·乔普拉 | 準決賽 |
| 2016年 | 優霸盃                       | 其他       | 女子團體 | －                 | 季軍   |
| 2016年 | 巴西羽毛球大獎賽             | 大獎賽     | 混合雙打 | 普拉纳·杰里·乔普拉 | 冠軍   |
| 2016年 | 俄羅斯羽毛球大獎賽           | 大獎賽     | 混合雙打 | 普拉纳·杰里·乔普拉 | 冠軍   |
| 2016年 | 荷蘭羽毛球大獎賽             | 大獎賽     | 混合雙打 | 普拉纳·杰里·乔普拉 | 準決賽 |
| 2016年 | 蘇格蘭羽毛球大獎賽           | 大獎賽     | 混合雙打 | 普拉纳·杰里·乔普拉 | 亞軍   |
| 2016年 | 威爾斯羽毛球國際賽           | 國際挑戰賽 | 女子雙打 | 阿什维尼·蓬纳帕    | 亞軍   |
| 2016年 | 威爾斯羽毛球國際賽           | 國際挑戰賽 | 混合雙打 | 普拉纳·杰里·乔普拉 | 準決賽 |
| 2016年 | 愛爾蘭羽毛球公開賽           | 國際挑戰賽 | 女子雙打 | 阿什维尼·蓬纳帕    | 準決賽 |
| 2017年 | 印度羽毛球黃金大獎賽         | 黃金大獎賽 | 女子雙打 | 阿什维尼·蓬纳帕    | 亞軍   |
| 2017年 | 印度羽毛球黃金大獎賽         | 黃金大獎賽 | 混合雙打 | 普拉纳·杰里·乔普拉 | 冠軍   |
| 2017年 | 日本羽毛球超級賽             | 超級賽     | 混合雙打 | 普拉纳·杰里·乔普拉 | 準決賽 |
| 2018年 | 印度羽毛球公開賽             | 超級500賽  | 混合雙打 | 普拉纳·杰里·乔普拉 | 準決賽 |
| 2018年 | 英聯邦運動會羽毛球比賽       | 其他       | 混合團體 | －                 | 金牌   |
| 2018年 | 英聯邦運動會羽毛球比賽       | 其他       | 女子雙打 | 阿什维尼·蓬纳帕    | 銅牌   |
| 2018年 | 海得拉巴羽毛球公開賽         | 超級100賽  | 混合雙打 | 普拉纳·杰里·乔普拉 | 亞軍   |
| 2018年 | 西德·莫迪羽毛球國際賽        | 超級300賽  | 女子雙打 | 阿什维尼·蓬纳帕    | 亞軍   |
| 2019年 | 海得拉巴羽毛球公開賽         | 超級100賽  | 女子雙打 | 阿什维尼·蓬纳帕    | 亞軍   |
| 2019年 | 馬爾代夫羽毛球國際挑戰賽     | 國際挑戰賽 | 女子雙打 | 阿什维尼·蓬纳帕    | 亞軍   |
| 2019年 | 南亞運動會羽毛球比賽         | 其他       | 女子團體 | －                 | 金牌   |
| 2019年 | 南亞運動會羽毛球比賽         | 其他       | 女子雙打 | 梅加納·傑坎普迪    | 銅牌   |
| 2021年 | 奧爾良羽毛球大師賽           | 超級100賽  | 女子雙打 | 阿什维尼·蓬纳帕    | 準決賽 |
| 2021年 | 丹麥羽毛球大師賽             | 國際挑戰賽 | 女子雙打 | 阿什维尼·蓬纳帕    | 亞軍   |
| 2022年 | 恰蒂斯加爾邦羽毛球國際挑戰賽 | 國際挑戰賽 | 混合雙打 | 羅漢·卡普爾        | 冠軍   |
| 2022年 | 越南羽毛球公開賽             | 超級100賽  | 混合雙打 | 羅漢·卡普爾        | 準決賽 |
| 2022年 | 印度羽毛球國際挑戰賽         | 國際挑戰賽 | 混合雙打 | 羅漢·卡普爾        | 亞軍   |
| 2022年 | 馬爾代夫羽毛球國際挑戰賽     | 國際挑戰賽 | 混合雙打 | 羅漢·卡普爾        | 冠軍   |
| 2023年 | 斯洛文尼亞羽毛球公開賽       | 國際挑戰賽 | 混合雙打 | 羅漢·卡普爾        | 亞軍   |
| 2023年 | 丹麥羽毛球大師賽             | 國際挑戰賽 | 混合雙打 | 羅漢·卡普爾        | 冠軍   |
| 2023年 | 阿布達比羽毛球大師賽         | 超級100賽  | 女子雙打 | 阿拉希·萨拉·苏尼尔 | 準決賽 |
| 2024年 | 伊朗羽毛球國際挑戰賽         | 國際挑戰賽 | 混合雙打 | 苏密特·雷迪        | 亞軍   |
| 2024年 | 阿塞拜疆羽毛球國際賽         | 國際挑戰賽 | 混合雙打 | 蘇密特·雷迪        | 亞軍   |
| 2024年 | 西班牙馬德里羽毛球大師賽     | 超級300賽  | 混合雙打 | 蘇密特·雷迪        | 準決賽 |

| 2007-2017年 | 首要超級賽 | 超級賽 | 黃金大獎賽 | 大獎賽 | 國際挑戰賽 | 國際系列賽 | 未來系列賽 | 其他 |

| 2018-2026年 | 總決賽 | 超級1000賽 | 超級750賽 | 超級500賽 | 超級300賽 | 超級100賽 | 國際挑戰賽 | 國際系列賽 | 未來系列賽 | 其他 |

### 奧運會和世錦賽參賽紀錄
|          | 搭檔               | 2013 | 2014 | 2015 | 2016 | 2017 | 2018 | 2019  | 2020 | 2021 | 2022 | 2023 |
| -------- | ------------------ | ---- | ---- | ---- | ---- | ---- | ---- | ----- | ---- | ---- | ---- | ---- |
| 女子雙打 | 阿帕娜·巴兰        | 64強 | －   | －   | －   | －   | －   | －    | －   | －   | －   | －   |
| 女子雙打 | 普拉迪亚·加德雷    | －   | －   | 32強 | －   | －   | －   | －    | －   | －   | －   | －   |
| 女子雙打 | 阿什维尼·蓬纳帕    | －   | －   | －   | －   | 32強 | 32強 | 32強  | －   | 16強 | 32強 | －   |
|          |                    |      |      |      |      |      |      |       |      |      |      |      |
| 混合雙打 | 塔伦·科纳          | －   | －   | 64強 | －   | －   | －   | －    | －   | －   | －   | －   |
| 混合雙打 | 普拉纳·杰里·乔普拉 | －   | －   | －   | －   | 16強 | 32強 | 64強1 | －   | －   | －   | －   |
| 混合雙打 | 羅漢·卡普爾        | －   | －   | －   | －   | －   | －   | －    | －   | －   | －   | 64強 |

1 賽前退賽